# موسى أبو زيد
موسى أبو زيد واسمه الكامل موسى محمود مصطفى حسن (9 نوفمبر 1962 في الأردن – ) عالم اجتماع واقتصاد سياسي فلسطيني، يرأس ديوان الموظفين العام برتبة وزير منذ عام 2011. بالإضافة إلى ترأس مجلس إدارة المدرسة الوطنية للإدارة واللجنة الوطنية للمخيمات الصيفية، وهو أحد أعضاء مجلس أمناء الجامعة العربية الأمريكية في فلسطين.

## حياته
يحمل أبو زيد درجة البكالوريوس والماجستير في الاقتصاد السياسي من أحد جامعات بلغاريا.
عمل أبو زيد وكيلًا لوزارة الشباب والرياضة الفلسطينية منذ 15 يناير 2008 وحتى 2011.
في 9 فبراير 2011، صادق الرئيس الفلسطيني محمود عباس على قرار حكومة سلام فياض الثانية في 1 فبراير 2011 بتعيين أبو زيد رئيسًا لديوان الموظفين العام وبدرجة وزير.
في 21 مايو 2011، شكل الرئيس عباس مجلس إدارة اللجنة الوطنية للمخيمات الصيفية وعينه رئيسًا لها.
في 11 مايو 2014، أعاد الرئيس عباس تشكيل مجلس إدارة هيئة التقاعد الفلسطينية، وعينه عضوًا فيه.
عام 2016، افتتحت المدرسة الوطنية للإدارة وكُلف برئاسة مجلس إدارتها.
في 3 مايو 2018، عينه الرئيس عباس عضوًا في مجلس إدارة هيئة التقاعد الفلسطينية.
في 20 أكتوبر 2022، مددت خدمته لسنة واحدة اعتبارًا من 9 نوفمبر 2022.